# アルブルケルケ
アルブルケルケ （Alburquerque）は、スペイン・エストレマドゥーラ州カセレス県のムニシピオ（基礎自治体）。アメリカ合衆国ニューメキシコ州のアルバカーキの名称はアルブルケルケに由来する。

## 地理

### 人口
| アルブルケルケの人口推移 1900－2010                     |
|                                                         |
| 出典:INE（スペイン国立統計局）1900年 - 1991年、1996年 - |

## 歴史
アルブルケルケとは、ラテン語で白いオークを意味するAlbus querqusに由来する。アラブ支配時代にはアブ＝アル＝クルク（Abu-al-Qurq、コルクガシの土地）と呼ばれた。これはコルクガシが豊富にあったことを意味する。アルブルケルケという名はアメリカ大陸やフィリピンへ伝わった。
ローマ属州ヒスパニア時代から定住地があったアルブルケルケだが、現在の町並みは中世からの豊かな遺産である。旧市街を見下ろす山の上には、難攻不落と言われたルナ城が建っている。そしてその城壁内にはゴシック様式のユダヤ人地区があり、ビリャ・アデントロ（villa adentoro）と呼ばれていた。狭い通りには、尖った鴨居を持つ家々が並んでいる。そのいくつかには、持ち主が1492年のユダヤ人追放以前に住んでいた、ユダヤの出自を持つことを明らかに示すものがあるのである。
ポルトガル国境に近いアルブルケルケは、常に対ポルトガル戦争と関係を持ってきた。古代には連続して戦いが起き、町が破壊された上、兵士に勧誘された男たちが戦場で命を落としたために、町が閑散としたこともあった。
アメリカ大陸およびフィリピンの植民地時代、多くのアルブルケルケの男たちが海を渡り様々な成功を収めた。新天地で死んだ者もいれば、金持ちになって帰国した者もいた。ナバロ・デル・カスティーリョによれば、アメリカやフィリピンのコンキスタドールとなった者は96人いたという。カラカス建設者の一人フアン・カスタニョは、ベネズエラの都市エル・トクヨ建設に参加していた。一方、フアン・ルイス・デ・アクレはペルー征服に関わった。彼はアタワルパの身柄拘束の間の出来事を年代記に記し、カハマルカからクスコへのピサロ軍の行程を書き残した。

## 経済
アルブルケルケは畜産が盛んで、イベリコ豚の伝統的生産地である。2010年現在、アルブルケルケは自治体として再生可能エネルギー施設（太陽光発電所）の設置に重点を置いている。

## 政治
自治体首長はエストレマドゥーラ社会労働党（Partido Socialista Obrero Español de Extremadura）のアンヘル・バディージョ・エスピーノ（Ángel Vadillo Espino）で、自治体評議員は、エストレマドゥーラ社会労働党：11、エストレマドゥーラ国民党（Partido Popular de Extremadura）：2となっている（2011年5月22日の自治体選挙結果、得票順）。
| 1999年6月13日自治体選挙 |        |        |          |
| 政党                    | 得票数 | 得票率 | 獲得議席 |
| ORPO                    | 2,964  | 81.5%  | 12       |
| PSOE                    | 474    | 13.03% | 1        |
| PP                      | 168    | 4.62%  | 0        |

| 2003年5月25日自治体選挙 |        |        |          |
| 政党                    | 得票数 | 得票率 | 獲得議席 |
| PSOE                    | 2,808  | 79.73% | 11       |
| PP                      | 365    | 10.36% | 1        |
| IU-SIEX                 | 292    | 8.29%  | 1        |

| 2007年5月27日自治体選挙 |        |        |          |
| 政党                    | 得票数 | 得票率 | 獲得議席 |
| PSOE                    | 2,900  | 79.63% | 11       |
| PP-EU                   | 692    | 19.00% | 2        |

| 2011年5月22日自治体選挙 |        |        |          |
| 政党                    | 得票数 | 得票率 | 獲得議席 |
| PSOE                    | 2,943  | 78.13% | 11       |
| PP                      | 776    | 20.60% | 2        |

### 司法行政
アルブルケルケはバダホス司法管轄区に属す。

## 姉妹都市
- アルバカーキ、アメリカ合衆国